# Îlot de Vila do Porto
L'îlot de Vila do Porto (portugais : ilhéu da Vila do Porto) est un îlot situé près de la côte sud-ouest de l'île Santa Maria,, aux Açores, au Portugal.

## Description
Il s'agit d'un îlot rocheux situé à environ 300 mètres de la côte et rattaché administrativement à la municipalité de Vila do Porto.

## Faune et flore
L'îlot abrite d'importantes colonies d'oiseaux de mer (Sternes de Dougall et caugek, Puffins de Macaronésie et cendrés, Pétrels de Bulwer, Océanites de Castro, etc.).
Il est qualifié par l'organisation Birdlife International de Zone importante pour la conservation des oiseaux.